# Ko Sai
Ko Sai (en tailandés: เกาะทราย) es una de las islas de la costa oeste de Tailandia. Esta isla se encuentra frente a la parte occidental del golfo de Siam, a unos 2 km de la costa.
Ko Sai es la más grande de un pequeño grupo de tres islotes rocosos, también conocido como "Rocas Pran", ubicados a la salida del pueblo pesquero de Khao Takiab, justo al sur de Hua Hin. Toda esta zona pertenece administrativamente a la Provincia de Prachuap Khiri Khan.
Ko Sai tiene una longitud máxima de 0,4 kilómetros y su punto más alto alcanza los 35 m. Ko Sai vagamente se parece a un león sentado cuando se ve desde la orilla. Los operadores turísticos locales lo llaman "Isla del León" (Ko Singto) y organizan visitas regulares y excursiones de snorkel a este grupo de islas.